# Balcha camptogastra
Balcha camptogastra är en stekelart som beskrevs av Gibson 2005. Balcha camptogastra ingår i släktet Balcha och familjen hoppglanssteklar.
Artens utbredningsområde är Brunei. Inga underarter finns listade.